# Samuel Streiff
Samuel Streiff (Zugo, 14 agosto 1975) è un attore svizzero.

## Filmografia

### Cinema
- Gli Svizzeri (2010)
- Länger Leben (2010)
- Die Lehrer (2012)
- Nur ein Schritt (2013)
- Im Nirgendwo (2016)

### Televisione
- Il becchino (2013 - 2019)